# Oliver Bjorkstrand
Oliver Bjorkstrand (né le 10 avril 1995 à Herning au Danemark) est un joueur professionnel de hockey sur glace danois. Il évolue au poste de centre. Il est le fils du joueur et entraîneur américain de hockey sur glace Todd Bjorkstrand. Son frère Patrick Bjorkstrand est également professionnel.

## Biographie

### Carrière en club
Formé au Herning IK, il débute en senior avec l'équipe réserve dans la 1. Division en 2011. Il intègre l'équipe première lors de la saison 2011-2012. L'équipe remporte le championnat du Danemark et la Coupe du Danemark 2012. Il est choisi en vingt-sixième position de la sélection européenne 2012 de la Ligue canadienne de hockey par les Winterhawks de Portland. Il part alors en Amérique du Nord et débute dans la Ligue de hockey de l'Ouest. Il décroche la Coupe Ed Chynoweth 2013 avec les Winterhawks. Lors du repêchage d'entrée dans la LNH 2013, il est choisi au troisième tour, à la quatre-vingt-neuvième place par les Blue Jackets de Columbus. 
Il passe professionnel avec les Monsters du lac Érié, club ferme des Blue Jackets dans la Ligue américaine de hockey en 2015. Le 17 mars 2016, il joue son premier match dans la Ligue nationale de hockey face aux Red Wings de Détroit. Deux jours plus tard, il marque ses deux premiers buts face aux Devils du New Jersey. Il remporte la Coupe Calder 2016 avec les Monsters du lac Érié, il marque le but du titre en prolongation lors du quatrième match face aux Bears de Hershey.
Le 22 juillet 2022, il est échangé au Kraken de Seattle en retour de choix de 3e et 4e ronde en 2023.
Il passe ensuite aux mains du Lightning de Tampa Bay avec son coéquipier Yanni Gourde le 5 mars 2025 dans un échange majeur impliquant trois équipes, quatre joueurs et cinq choix de repêchage.

### Carrière internationale
Il représente le Danemark au niveau international. Il prend part aux sélections jeunes. Il participe à son premier Championnat du monde en 2015.

## Statistiques

### En club
| Saison     | Équipe                   | Ligue          |     | Saison régulière | Saison régulière | Saison régulière | Saison régulière | Saison régulière |    | Séries éliminatoires | Séries éliminatoires | Séries éliminatoires | Séries éliminatoires | Séries éliminatoires |
| Saison     | Équipe                   | Ligue          | PJ  | B                | A                | Pts              | Pun              | PJ               | B  | A                    | Pts                  | Pun                  |                      |                      |
| 2010-2011  | Herning Blue Fox 2       | 1. Division    | -   | -                | -                | -                | -                | 1                | 0  | 0                    | 0                    | 0                    |                      |                      |
| 2011-2012  | Herning Blue Fox         | AL-Bank Ligaen | 36  | 13               | 13               | 26               | 10               | 10               | 1  | 2                    | 3                    | 4                    |                      |                      |
| 2011-2012  | Herning Blue Fox 2       | 1. Division    | 5   | 1                | 2                | 3                | 0                | -                | -  | -                    | -                    | -                    |                      |                      |
| 2012-2013  | Winterhawks de Portland  | LHOu           | 65  | 31               | 32               | 63               | 10               | 21               | 8  | 11                   | 19                   | 4                    |                      |                      |
| 2013-2014  | Winterhawks de Portland  | LHOu           | 69  | 50               | 59               | 109              | 36               | 21               | 16 | 17                   | 33                   | 8                    |                      |                      |
| 2014-2015  | Winterhawks de Portland  | LHOu           | 59  | 63               | 55               | 118              | 35               | 17               | 13 | 12                   | 25                   | 10                   |                      |                      |
| 2015-2016  | Monsters du lac Érié     | LAH            | 51  | 17               | 12               | 29               | 10               | 17               | 10 | 6                    | 16                   | 2                    |                      |                      |
| 2015-2016  | Blue Jackets de Columbus | LNH            | 12  | 4                | 4                | 8                | 0                | -                | -  | -                    | -                    | -                    |                      |                      |
| 2016-2017  | Monsters de Cleveland    | LAH            | 37  | 14               | 12               | 26               | 6                | -                | -  | -                    | -                    | -                    |                      |                      |
| 2016-2017  | Blue Jackets de Columbus | LNH            | 26  | 6                | 7                | 13               | 6                | 5                | 0  | 1                    | 1                    | 0                    |                      |                      |
| 2017-2018  | Blue Jackets de Columbus | LNH            | 82  | 11               | 29               | 40               | 9                | 6                | 1  | 2                    | 3                    | 0                    |                      |                      |
| 2018-2019  | Blue Jackets de Columbus | LNH            | 77  | 23               | 13               | 36               | 8                | 10               | 2  | 3                    | 5                    | 0                    |                      |                      |
| 2019-2020  | Blue Jackets de Columbus | LNH            | 49  | 21               | 15               | 36               | 12               | 31               | 6  | 6                    | 12                   | 0                    |                      |                      |
| 2020-2021  | Blue Jackets de Columbus | LNH            | 56  | 18               | 26               | 44               | 23               | -                | -  | -                    | -                    | -                    |                      |                      |
| 2021-2022  | Blue Jackets de Columbus | LNH            | 80  | 28               | 29               | 57               | 16               | -                | -  | -                    | -                    | -                    |                      |                      |
| 2022-2023  | Kraken de Seattle        | LNH            | 81  | 20               | 25               | 45               | 16               | 14               | 4  | 4                    | 8                    | 0                    |                      |                      |
| 2023-2024  | Kraken de Seattle        | LNH            | 82  | 20               | 39               | 59               | 12               | -                | -  | -                    | -                    | -                    |                      |                      |
| 2024-2025  | Kraken de Seattle        | LNH            | 61  | 16               | 21               | 37               | 14               | -                | -  | -                    | -                    | -                    |                      |                      |
| 2024-2025  | Lightning de Tampa Bay   | LNH            | 18  | 5                | 4                | 9                | 4                | -                | -  | -                    | -                    | -                    |                      |                      |
| Totaux LNH | Totaux LNH               | Totaux LNH     | 624 | 172              | 212              | 384              | 120              | 45               | 10 | 10                   | 20                   | 0                    |                      |                      |

### En équipe nationale
| Année | Compétition                     |   | PJ | B | A | Pts | Pun                                                   |  | Résultat |
| 2012  | Championnat du monde -18 ans    | 6 | 4  | 3 | 7 | 0   | 10e place                                             |  |          |
| 2012  | Championnat du monde junior     | 6 | 2  | 0 | 2 | 0   | 10e place                                             |  |          |
| 2013  | Championnat du monde junior D1A | 5 | 5  | 3 | 8 | 2   | 3e place de la division 1A                            |  |          |
| 2014  | Championnat du monde junior D1A | 5 | 4  | 2 | 6 | 2   | 1re place de la division IA (promu en division Élite) |  |          |
| 2015  | Championnat du monde junior     | 5 | 4  | 1 | 5 | 2   | 8e place                                              |  |          |
| 2015  | Championnat du monde            | 3 | 0  | 0 | 0 | 2   | 14e place                                             |  |          |
| 2016  | Qualifications olympiques       | 3 | 0  | 1 | 1 | 0   | 3e place du Groupe D                                  |  |          |
| 2018  | Championnat du monde            | 7 | 1  | 2 | 3 | 0   | 10e place                                             |  |          |

## Trophées et honneurs personnels

### Danemark
- 2012 : nommé meilleure recrue.

### LHOu
- 2014 : nommé dans la première équipe d'étoiles de l'association de l'Ouest.
- 2015 : 
  - nommé dans la première équipe d'étoiles de l'association de l'Ouest.
  - remporte le Trophée commémoratif des quatre Broncos.
  - remporte le trophée Bob-Clarke.
  - remporte le Trophée plus-moins de la LHOu.

### Ligue nationale de hockey
- 2023-2024 : participe au 68e Match des étoiles